# Formica axillaris
Formica axillaris é uma espécie de formiga do gênero Formica, pertencente à subfamília Formicinae.